# Unreal Tournament 2003
Unreal Tournament 2003 (Unreal Tournament II) — відеогра жанру багатокористувацького шутера від першої особи, продовження Unreal Tournament, розроблена спільно компаніями Digital Extremes і Epic Games та випущена в 2002 році.
Розробники дали грі назву з приставкою -2003, щоб підкреслити її спрямованість на кіберспорт, а не сюжетну складову.

## Фабула
У 2291 було легалізовано вбивство за двосторонньою згодою, що офіційно дозволило раніше підпільні бої між космічними шахтарями, відомі як просто Турнір. Невеликі видобувні компанії стали проводити дрібні матчі, але Liandri Mining Corporation створила професійну лігу роботів «Corrupt», яка принесла корпорації величезні прибутки. Лідер «Corrupt», Ксан Крігер, швидко досяг статусу чемпіона і утримував його протягом двох років. У 2293 році чоловік на ім'я Малькольм змістив його і став новим чемпіоном. Малькольм став кумиром і об'єктом заздрощів, його намагалися усунути як на бойових аренах, так і політичними інтригами. Liandri спробувала повернути чемпіонський титул, пославши на змагання роботизованого бійця Ксана MK2, але зазнала поразки.
В 2302 році Турнір було вирішено реформувати, змінивши доступні набори зброї та режими. Багато учасників турніру, невдоволені змінами, відмовилися брати участь в новому форматі. В цих умовах Малькольм найняв двох своїх колишніх противників (Брока і Лорена, членів команди «Iron Guard») до власної команди «Thunder Crash». Тим часом Axon Research Corporation, одна з чотирьох великих корпорацій, стала просувати свою генетично вдосконалену команду «Juggernaut» на чолі з жорстоким Горджем.

## Ігровий процес

### Нововведення
Порівняно з Unreal Tournament 1999 року ігровий процес отримав низку змін. Були виключені деякі види зброї і додані нові, як і ігрові режими. З'явилася система адреналіну, що відкриває спеціальні можливості. Всього в грі наявно 37 карт, призначених для гри у різних режимах. Існує підтримка офіційних модифікацій, що називаються мутаторами. В Unreal Tournament 2003 є 15 мутаторів, які, на відміну від попередньої гри, можна комбінувати, якщо вони не є взаємовиключними.

### Режими гри
- Deathmatch — кожен грає сам за себе. Метою є вбити якомога більше інших бійців. У цьому режимі також можна грати дуелі.
- Командний Deathmatch — учасники поділені на дві команди і змагаються в наборі фрагів.
- Біг з бомбою (англ. Bombing Run) — гра, подібна на регбі, з бомбою замість м'яча. Метою є донести бомбу, що лежить в центрі карти, до воріт суперника. Вдалий кидок «м'яча» у ворота суперника приносить команді 3 очка, за стрибок у ворота разом з «м'ячем» присуджується 7 очок. «М'яч» можна перекидати іншим бійцям. Поки «м'яч» знаходиться в руках бійця, він не може користуватися зброєю, але отримує регенерацію здоров'я. Якщо боєць буде вбитий, «м'яч» залишається на місці.
- Захоплення прапора (англ. Capture The Flag) — метою є захоплення прапора, розташованого на ворожій базі, який потрібно донести до своєї. Всередині команди можна розподіляти ролі, такі як захоплення ворожого прапора або охорона власного.
- Подвійна перевага (англ. Double Domination) — кожна команда повинна зуміти утримати дві контрольні точки (А і Б) протягом 10 секунд.
- Вторгнення (англ. Invasion) — боєць грає з усіма користувачами на сервері, намагаючись протистояти вторгненню прибульців. Якщо боєць загине, він залишиться як спостерігач, поки команда не очистить карту від нападників чи не програє.
- Мутант (англ. Mutant) — режим, подібний на Deathmatch, де бійці грають кожен сам за себе, але перший боєць, який вб'є іншого, стає «мутантом». Він отримує необмежені боєприпаси, камуфляж і підвищену швидкість руху. «Мутант» вбиває інших бійців, поки не загине, намагаючись встигнути здійснити якомога більше вбивств. Той, хто вбиває «мутанта», сам стає «мутантом».

### Зброя
- Щитова гармата (англ. Shield Gun) — стандартна зброя ближнього бою, здатна вбити хвилею плазми противника з одного удару. Альтернативний режим створює на певний час захисне поле, яке відбиває постріли енергетичних видів зброї і знижує забійну силу деяких інших.
- Штурмова рушниця (англ. Assault Rifle) — стандартна зброя. Основний режим стрільби як у пістолета-кулемета з попередньої гри, в альтернативному стріляє гранатами з підствольного гранатомета. При респавні дається 100 набоїв і 4 гранати.
- Біо-гвинтівка (англ. GES Bio-Rifle) — стріляє зеленою токсичною рідиною, згустки якої вибухають при контакті з противником або самі через 2 секунди після пострілу. В альтернативному режимі випускає великий згусток, який при прямому влученні призводить до смерті супротивника.
- Шокова рушниця (англ. ASMD Shock Rifle) — в основному режимі стрільби стріляє тонким променем. В альтернативному — сферою під назвою «шокове ядро». Якщо вистрілити в шокове ядро променем, то воно вибухне, завдаючи великої шкоди в радіусі кількох метрів.
- Ланкова гармата (англ. Link Gun) — в основному режимі стрільби стріляє врозсип енергетичними згустками. У альтернативний режимі — безперервним променем. Декілька бійців, озброєних Ланковою гарматою, можуть утворити між собою зв'язок (ланку), при цьому забійна сила гармати в обох режимах зростає.
- Кулемет (англ. Minigun) — стріляє кулеметною чергою, перед пострілом розкручуючи стволи. В альтернативному режимі падає скорострільність, але підвищується точність.
- Осколкова гармата (англ. Flak Cannon) — в основному режимі стріляє осколками металу, які рикошетять від стін. При близькому контакті і точному пострілі вбиває миттєво. В альтернативному режимі вистрілює снарядами, які розлітаються на осколки при попаданні в ціль або який-небудь предмет.
- Ракетомет (англ. Rocket Launcher) — в основному режимі стріляє одиночними ракетами. В альтернативному режимі є можливість накопичити до трьох ракет для одночасного пострілу. Якщо якийсь час утримувати приціл на супротивнику, включиться режим самонаведення.
- Блискавкова рушниця (англ. Lightning Gun) — в основному режимі стріляє блискавкою, при влучанні в голову миттєво вбиває. В альтернативному режимі активовується оптичний приціл.
- Іонний маркер (англ. Ion Painter) — викликає постріл з орбітальної іонної гармати за вказівником. Удар може бути завдано лише просто неба. В альтернативному режимі активовується оптичний приціл.
- Спокутувач (англ. The Redeemer) — стріляє ракетами, котрі летять по прямій і завдають ушкоджень на великій площі. В альтернативному режимі ракета керована і її можна підірвати в будь-який момент.
- Транслокатор (англ. Translocator) — персональний телепорт. Кнопка основного пострілу випускає модуль-приймач (яких є 5), який летить по параболі. Кнопка альтернативного пострілу — перекидає бійця в точку знаходження приймача.

### Бонуси
- Адреналін — невеликі капсули, що містять 3 одиниці адреналіну. Також адреналін нараховується за вбивства і виконання дій, як захоплення ворожого прапора. Коли значення адреналіну доходить до 100, бійцеві відкриваються нові можливості:
  - Швидкість — збільшує швидкість пересування бійця.
  - Невидимість — робить бійця невидимим.
  - Підсилення — дає регенерацію здоров'я.
  - Берсерк — збільшує ушкодження, що завдаються противнику.
- Аптечки — відновлюють, залежно від розміру, від 5 до 100 одиниць здоров'я. В сукупності ними не можна відновити більше, ніж 199 одиниць.
- Броня — додає 50 чи 100 одиниць до захисту, залежно від типу.
- Подвійні ушкодження — підвищує вдвічі рівень ушкоджень, завдаваних противникам[3].

## Оцінки й відгуки
| Агрегатор  | Оцінка |
| ---------- | ------ |
| Metacritic | 86/100 |

| Видання  | Оцінка |
| -------- | ------ |
| GameSpot | 8.8/10 |
| IGN      | 9/10   |

Гра отримала схвальні відгуки критиків, набравши 86/100 балів на агрегаторі Metacritic.
Оглядач IGN поставив Unreal Tournament 2003 9/10, в підсумку сказавши: «Дещо переозброєна або з деякими упущеними режимами, включаючи неприємне коментування та вокальну складову, і яка сильно залежить від візуального враження, але іноді зі знайомими картами, гра провалюється в досягненні досконалості, якої прагне, і тепер вирішила бути просто хорошою».